# Портедж (округ, Огайо)
Шаблон:StateAbbr_ 41°10′ пн. ш. 81°12′ зх. д. / 41.17° пн. ш. 81.2° зх. д.
Округ  Портедж (англ. Portage County) — округ (графство) у штаті  Огайо, США. Ідентифікатор округу 39133.

## Історія
Округ утворений 1807 року.

## Демографія
За даними перепису 
2000 року 
загальне населення округу становило 152061 осіб, зокрема міського населення було 89414, а сільського — 62647.
Серед мешканців округу чоловіків було 74260, а жінок — 77801. В окрузі було 56449 домогосподарств, 39201 родин, які мешкали в 60096 будинках.
Середній розмір родини становив 3,03.
Віковий розподіл населення поданий у таблиці:
| Стать    | До 15 років | 15-21 | 22-29 | 30-39 | 40-49 | 50-65 | 65-85 | Понад 85 |
| -------- | ----------- | ----- | ----- | ----- | ----- | ----- | ----- | -------- |
| Чоловіки | 15334       | 9685  | 8466  | 10769 | 11562 | 11213 | 6771  | 460      |
| Жінки    | 14475       | 10993 | 8338  | 11174 | 11713 | 11651 | 8241  | 1216     |

## Суміжні округи
- Ґоґа — північ
- Трамбалл — схід
- Магонінґ — південний схід
- Старк — південь
- Самміт — захід
- Каягога — північний захід

## Виноски
1. ↑  U.S. Decennial Census. United States Census Bureau. Архів оригіналу за 26 квітня 2015. Процитовано 10 лютого 2015.
2. ↑  Historical Census Browser. University of Virginia Library. Архів оригіналу за 23 червня 2018. Процитовано 10 лютого 2015.
3. ↑  Forstall, Richard L., ред. (27 березня 1995). Population of Counties by Decennial Census: 1900 to 1990. United States Census Bureau. Процитовано 10 лютого 2015.
4. ↑  Census 2000 PHC-T-4. Ranking Tables for Counties: 1990 and 2000 (PDF). United States Census Bureau. 2 квітня 2001. Процитовано 10 лютого 2015.
5. ↑  State & County QuickFacts. United States Census Bureau. Архів оригіналу за 21 липня 2011. Процитовано 10 лютого 2015.(англ.) Наведено за англійською вікіпедією.
6. ↑  American FactFinder. Бюро перепису населення США. Архів оригіналу за 26 лютого 2012. Процитовано 31 січня 2008.

| США | Це незавершена стаття з географії США. Ви можете допомогти проєкту, виправивши або дописавши її. |